# 큰개자리 EZ
큰개자리 EZ(EZ CMa 또는 WR 6으로도 표기)는 큰개자리 방향에 있는 울프-레이에별이다. 이 별은 울프-레이에별들 중 유효 온도가 10위 이내에 들어간다.

## 특징

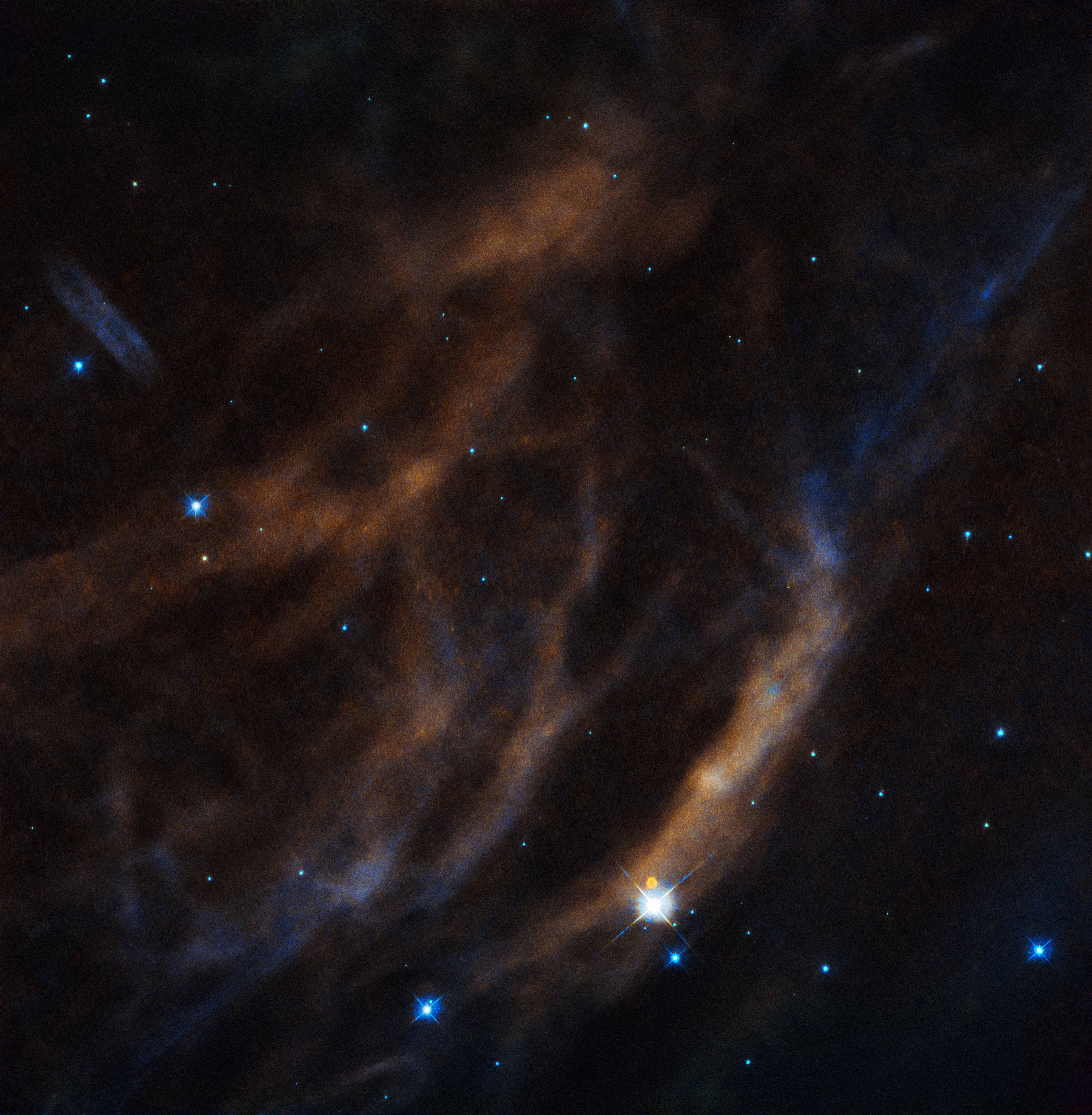
큰개자리 EZ에서 방출된 거품모양 구조의 경계를 자세하게 보여주는 사진. EZ는 사진 너머 왼쪽(동쪽)에 있어 보이지 않는다.

큰개자리 EZ의 겉보기 등급과 스펙트럼은 6.71에서 6.95까지 3.766 일 주기에 걸쳐 함께 변화한다. 이 별이 중성자별을 짝으로 둔 쌍성계로, 짝별이 상기 주기마다 EZ를 1회 공전하여 별의 겉보기 밝기가 변하는 원인이 된다는 주장이 제기된 바 있다. 《변광성 일반 목록》(General Catalogue of Variable Stars)에 큰개자리 EZ는 격변변광성일 가능성 있는 천체로 등재되어 있다. 그러나 동반성은 존재하지 않고 스펙트럼의 변화는 항성 표면의 활동 때문일 가능성이 더 높아 보인다.
분광형 WN4는 이 별이 극도로 뜨거움을 암시하는데 EZ는 뜨거운 만큼 광도도 매우 높으며 에너지 대부분을 자외선 복사 형태로 발산하고 있다. 스펙트럼을 통해 별 표면의 수소가 거의 다 고갈되었음을 알 수 있다.
큰개자리 EZ는 희미한 거품 성운에 둘러싸여 있는데, 이 성운은 작은 규모의 H II 영역으로 초당 1700 킬로미터 속도의 항성풍이 몰아치고 있으며 강렬한 자외선 복사에 의해 이온화되었다. EZ는 샤플리스 308 또는 S308 이름으로 등재되어 있다. 오렌지색 초거성 큰개자리 오미크론1 주변에서 산개성단 콜린더 121이 발견되었는데 EZ는 이 성단의 구성원일 가능성이 있다.